# Tomas Kančelskis
Tomas Kančelskis (født 19. august 1975 i Šiauliai, Sovjetunionen) er en litauisk tidligere fodboldspiller (midterforsvarer). 
Kančelskis tilbragte størstedelen af sin karriere i hjemlandet, hvor han blandt andet repræsenterede Kareda Šiauliai og FBK Kaunas. Han havde også kortvarigt tilknyttet skotske Hearts på lejebasis. Han spillede desuden 14 kampe for det litauiske landshold.